# 中原村 (神奈川県)
中原村（なかはらむら）は、1889年（明治22年）4月1日から1925年（大正14年）5月10日まで存在した神奈川県橘樹郡の村。
後身の中原町は本村廃止と同日に新設合併で誕生したものであり、本村とは別の自治体である。

## 概要
神奈川県橘樹郡中部の村。現在の神奈川県川崎市中原区の北部にあたる。

## 歴史

### 村名の由来
1889年（明治22年）の合併による発足に当たり、古くから中原街道が通っていたことから命名された。
中原街道は、江戸時代に中原御殿（現・平塚市にかつて存在）と江戸とを結んでいた。また中原街道が通る小杉には仮御殿が建てられていた。

### 沿革
- 戦国時代 - 上丸子郷、宮内郷、小田中、上小田中郷の地名が見られる。
- 江戸時代 - 以下の6村が成立。
  - 上丸子村（旗本斎藤氏知行→幕府領→幕府領、日枝神社領）
  - 小杉村（幕府領→江戸増上寺領、幕府領、西明寺領）
  - 宮内村（幕府領）
  - 上小田中村（幕府領→旗本遠山氏知行、真福寺・弥勒寺領→幕府領、旗本遠山氏・富士氏知行、弥勒寺・泉沢寺・真福寺・増上寺領）
  - 下小田中村（旗本大竹氏・簗田氏・鈴木氏の3給→幕府領、旗本大竹氏・鈴木氏・小林氏知行→江戸増上寺領、旗本大竹氏・鈴木氏・小林氏知行）
  - 新城村（旗本中川氏知行）
- 1868年（明治元年）
  - 旧暦6月17日 - 神奈川府の管轄となる。
  - 旧暦9月21日 - 神奈川府が神奈川県に改称。
- 1874年（明治7年） - 大区小区制の施行により、小杉村、上丸子村、宮内村、諏訪河原村、北見方村が第5大区第2小区に、上小田中村、下小田中村、坂戸村、新城村が第5大区第3小区になる。
- 1889年（明治22年）4月1日 - 町村制の施行により、上丸子村、小杉村、宮内村、上小田中村、下小田中村、新城村および中丸子村の飛地が合併して中原村が成立（小杉村の飛地は御幸村の一部となる）。
- 1912年（明治45年） - 多摩川を挟んで両岸に蛇行していた東京府荏原郡との境が多摩川上に設定され、荏原郡玉川村大字等々力の一部を編入。
- 1925年（大正14年）5月10日 - 住吉村と合併して中原町を新設。同日中原村廃止。
- 1933年（昭和8年）8月1日 - 中原町が川崎市に編入。
- 1972年（昭和47年）4月1日 - 川崎市が政令指定都市に指定され、旧村域が中原区になる。

## 経済

### 産業
農業
『大日本篤農家名鑑』によれば、中原村の篤農家は「市川代三郎、鹿島勇次郎、白井和助、田邊銀次郎、白井太郎兵衛、鹿島幸助、原仙之助、白井太郎右衛門、小林三左衛門」などがいた。

## 交通

### 鉄道路線
南武鉄道（現南武線）の向河原駅、武蔵小杉駅、武蔵中原駅、武蔵新城駅、品鶴線（横須賀線、湘南新宿ライン）の武蔵小杉駅、東京横浜電鉄（現東京急行電鉄）東横線の新丸子駅、武蔵小杉駅、元住吉駅は、当時は未開業。

### 道路
- 府中街道（現国道409号）
- 中原街道
- 綱島街道

## 現在の町名
- 旧上丸子村：上丸子、上丸子天神町、丸子通、上丸子八幡町、上丸子山王町、新丸子町、新丸子東
- 旧小杉村：小杉御殿町、小杉陣屋町、小杉町、小杉
- 旧宮内村：宮内
- 旧上小田中村：上小田中
- 旧下小田中村：下小田中
- 旧新城村：新城、上新城、新城中町、下新城
- 旧荏原郡等々力村：等々力

## 出身・ゆかりのある人物
- 白井佐吉（衆議院議員）